# Сихів
Си́хів — житловий район Львова, розташований на південному сході міста. Складає основу адміністративного Сихівського району, від якого район власне і бере свою назву.
Виник на території однойменного передміського села, перша відома згадка про яке датується 1409 роком. У 1525 році отримав судочинство за маґдебурзьким правом. До складу Львова ввійшов під час німецької окупації у 1942 році, а потім повторно у 1952 році за радянської влади. З 1979 року почалася забудова Сихова типовими панельними будинками.

## Історія

### Передміське село
Слово Сихів походить від усіченої форми давньослов'янського імені Се[тђ]хъ — Сехъ.
Перша згадка про село Сихів датується 1409 роком. У «Хроніці міста Львова» Дениса Зубрицького згадується, що 25 травня 1409 року Пйотр Влодкович (Влодек) з Харбіновіце придбав село у його попередніх власників Івана Русина і його дружини Оксани за 50 кіп грошів руських. У 1411 році він продає Сихів Іванові з Зубри за 60 кіп і коня вартістю 4 копи. А вже 28 жовтня 1411 року знову купує село в Івана та його батька Івана з Обехова вже за 170 кіп грошей. 14 вересня 1412 року П. Влодек остаточно продає Сихів Янові з Берави і Зубри за 130 кіп грошів.
Очевидно, ці операції стосувалися не всіх сихівських земель, тому що 12 листопада 1430 року коронний чесник та руський староста Ян Менжик (інші дані Ян Венжик) з Домброви за дорученням короля вирішує суперечку про сихівські маєтки між братами Іваном, Миколою і Мартином з Княгиничів та Іоанном з Бутрави (пол. de Butrawa), паном на Зубрі. 1 серпня 1457 року брати Ян і Миколай із Зубри поділили між собою села Сихів, Зубру та Освічу (пол. Oświce).
У 1485 році справу про власність над Сиховом розглядають суддя Гунтер з Сеняви і підсудок Іван з Високого; а в 1499 році — Петро Мишковський із Пречичева, воєвода Белзький і староста генеральний Руський.

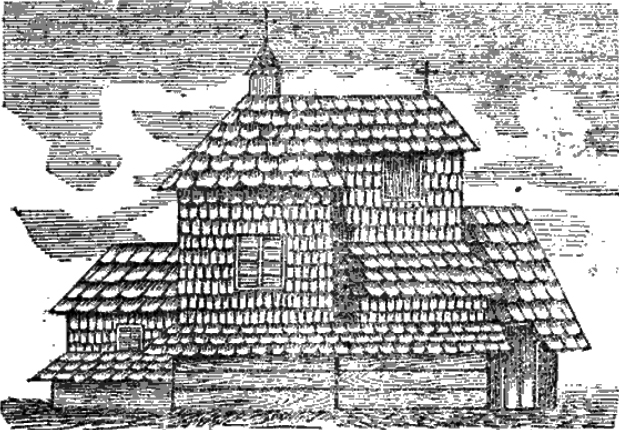
Зображення сихівської церкви 1877 року

У 1507 році львівські райці за 200 гривень придбали у Івана та Петронели Сокільницьких чверть Зубри і половину Сихова, у 1508 році вони ж за 420 гривень придбали у Дзерслава Вільчека ще дві чверті Зубри, а 1509 році — за 200 гривень у Яна Яцимірського останню чверть Зубри та іншу половину Сихова.
Денис Зубрицький серед райців, які придбали Сихів, згадує Мартіна Вассербродта, Матеуса Вайднера, Яна Кошнера, Андреаса Бергера, Станіслава Газа, Миколу Тичку, Георга Вайнера, Ніколяуса Арнесті, Міхаеля Гаснера і Георга Гебеля. Він також зазначає, що для цієї купівлі були використані як гроші з міської скарбниці, так і власні кошти райців, однак, їх було недостатньо, тому 300 гривень урядникам позичив декан Латинської катедри Ян Кровецький під відсоток 10 гривень щороку. З них 5 гривень мали сплачуватись літургічному лекторові катедри, а ще 5 — «міському лазебникові», який за це зобов'язувався дозволяти щотижня користуватися лазнею вчителеві міської школи, всім учням і шести ксьондзам.
У 1525 році Сихів і Зубра отримали маґдебурзьке право.
До 1673 році на Сихові був лише один фільварок. Райці віддавали його в оренду, або доручали комусь господарювати в ньому, а прибуток ділили між собою. У 1673 році вони вирішили розділити Сихів на 12 частин, щоби кожен раєць мав свій сільський двір, поле і кметів. Прибутки з шинкування, млинів і ставу йшли до спільної каси для поділу між усіма. На Різдво кожен мав право вільно вирубувати ліс і вивозити до 12 возів дерева. Після смерті райця вдова і діти мали право користуватися маєтком ще рік і шість тижнів.
У 1774 році Сихів, що тоді мав статус села, налічував 46 селянських дворів, з яких усі — з тягловою силою: нараховується 75 коней та 45 волів. Село належало до української (греко-католицької) парафії.
У 1865 році поблизу Сихова пройшла залізнична лінія Львів — Чернівці, на якій було відкрито станцію Сихів.
У 1925 році село, що перебувало у власності Львова, налічувало близько 1 тисячі мешканців, з яких 72 % становили поляки[джерело?]. Діяла парафіяльна церква для українців та жіноча школа домашнього господарства.

### У складі Львова
1 квітня 1942 року де-юре, а 1 липня того ж року де-факто, передміські громади, серед яких Сихів, було приєднано до Львова німецькою адміністрацією. Після приходу радянської влади, Сихів знову став селом Пустомитівського району. Вдруге введений до складу Львова він був рішенням Львівського облвиконкому від 13 червня 1952 року.

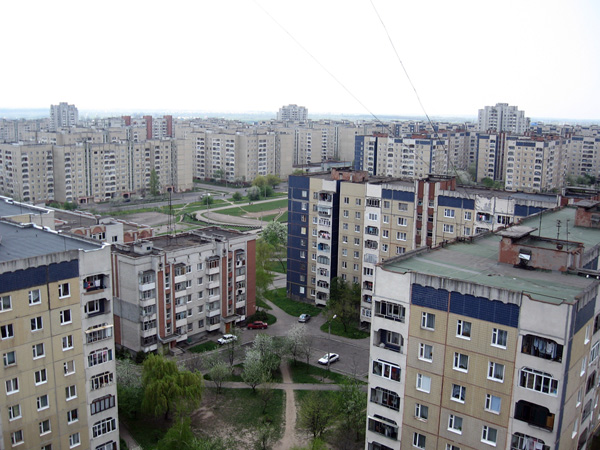
Типова панельна забудова району

Перший проєкт забудови Сихова висотними будинками розробили у 1965—1966 роках архітектори Я. Новаківський, Л. Каменська, О. Кобат та Л. Скорик. Наступні проєктування були проведені у 1970-х роках. Житловий масив був розрахований на 390 гектарів і 120 тисяч мешканців. Будівництво розпочалося у 1979 році після прокладання вулиці Ізоляторної (тепер Сихівська) зі шляхопроводом через залізницю. Перший великий будинок (сьогодні — вул. Сихівська № 2 і 4, тоді — вул. Ізоляторна) здали напочатку 1981 року. До літа того ж 1981 року були здані ще два великих будинки (тепер вул. Сихівська № 10 та 24, 26, 28, 30). Мешканці цих трьох великих будинків в 1981 році стали першопоселенцями на Сихівському масиві. Їхня загальна кількість на той час складала трохи більше 1 тис. осіб. Саме ці першопоселенці ще застали колишні села Сихів і Козельники і увесь довколишній краєвид у недоторканій красі. Починаючи з 1982 року увесь цей краєвид почав швидко і суттєво змінюватися. Будівництво велося до середини 1990-х років окремими мікрорайонами навколо Y-подібного перехрестя вулиць Криворізької (сьогодні проспект Червоної Калини) та Ізоляторна (пізніше Ворошилова, а тепер Сихівська).
Більшість будинків мікрорайону належать до 84-ї серії (84-044.85) типового житлового будівництва, розробленої московським Центральним науково-дослідним інститутом експериментального проектування житла для кліматичного регіону, який відповідав Львову, і була найпрогресивнішою на час проектування району. Крім цього, архітектори місцевого філіалу проектного інституту «Діпромісто» розробили львівський варіант 84-ї серії, який передбачав різноманітні інваріанти блок-секцій: торцеві, кутові та рядові з наскрізними проходами або без них. Також у львівській версії було змінено пластику фасадів, удосконалено планувальні та конструктивні характеристики із врахуванням місцевих умов, передбачено наскрізні проходи на рівні перших поверхів.
Поруч зі швидкими темпами житлової забудови, створення інфраструктури відбувалося повільнішими темпами. Розпочавшись у 1990-х років, воно триває й досі.
Ще у 1970 році було прокладено тролейбусну лінію до станції Сихів по вулиці Зеленій, яка охоплювала колишнє село Сихів, а на мікрорайон їздив лише автобус.

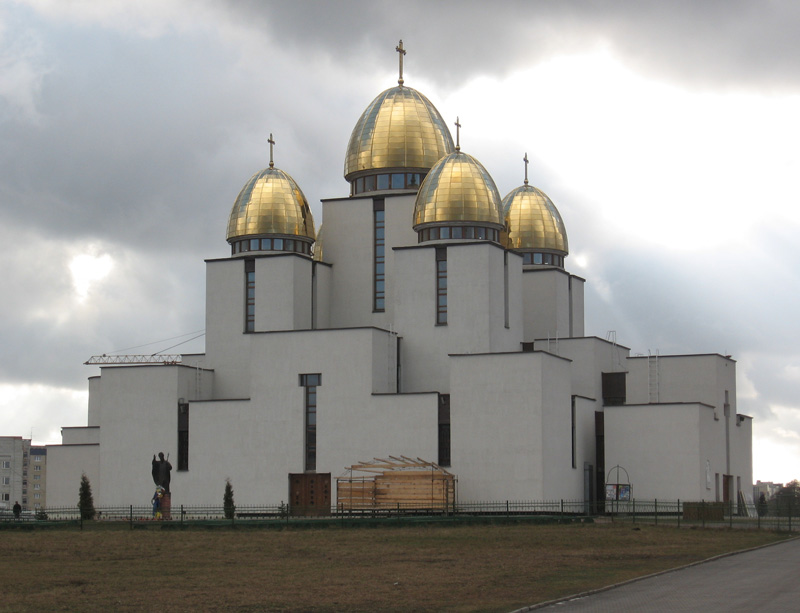
Церква Різдва Пресвятої Богородиці

У 1994 році в кінці проспекту Червоної Калини було відкрито торговельно-побутовий центр «Зубра» (архітектори А. Ващак, В. Каменщик, Є. Мінкова), що був визнаний найкраще спроектованим і побудованим в Україні. В народі він отримав назву «Санта Барбара» через подібність арок на фасаді до тих, що були в будівлі популярного серіалу «Санта-Барбара».
У 1995—2000 роках біля перетину проспекту Червоної Калини та вулиці Сихівської за проектом канадського архітектора Радослава Жука збудовано в модерному стилі Церкву Різдва Пресвятої Богородиці. Поруч неї 26 червня 2001 року Папа Римський Іван-Павло II провів зустріч з молоддю, яка зібрала близько півмільйона людей. Згодом на цьому місці було відкрито пам'ятник понтифіку, а в 2007—2010 роках біля церкви створено Сквер імені Івана-Павла II.
У 1997 році було прокладено тролейбусну лінію в район багатоповерхової забудови з кінцевою зупинкою біля Кінотеатру імені Довженка. У 2011 році її було продовжено до торгового центру «Зубра».
У 2008 році було проведено конкурс на проєктування та забудову центральної частини Сихова, який виграла грецька фірма «Доморінтос».
У 2010 році журнал «Кореспондент» вніс Сихів у топ-10 неблагополучних житлових масивів України, що викликало неоднозначну реакцію громадськості.

## Інфраструктура

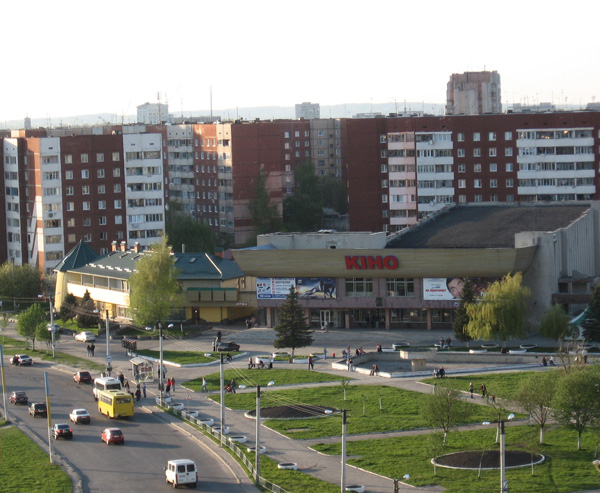
Кінотеатр імені Довженка

Варто відзначити, що на Сихові дуже добре розвинена інфраструктура. Тут присутні багато різномантіних кафе, ресторанів, магазинів, аптек, заправок, банків, супермаркетів, фітнес-клубів та спортзалів. На Сихові діє Кінотеатр імені О. Довженка, ринок «Шувар» та торговий комплекс «Шувар», ринок «Зубрівський», ринок «Підземний», торгові центри «Іскра», «Сихів», «Інтер-сіті», «Вам», «Зубра», готель «Соната», готель «Екран», готель «Шувар», а також хостел «Іскра», також діє кілька супермаркетів, зокрема «Арсен», «Сільпо», «Thrash», «Рукавичка», «Близенько», а ще багато менших магазинів та МАФів.
У школі № 1 знаходиться центральний зал найбільшого в Україні спортивного клубу кіокушинкай-карате «Канку», також є багато інших спортивних секцій у інших школах.
На території Сихівського масиву і на тій що до нього прилягає, розташовані низка церков та інших культових споруд різних релігійних деномінацій:
- 6 парафій Української Греко-Католицької Церкви: Різдва Пресвятої Богородиці, Пресвятої Трійці, святого Архистратига Михаїла, Зіслання Святого Духа, Введення у храм Пресвятої Богородиці, Собору Івана Хрестителя;
- 2 парафії Римо-Католицької Церкви: святого архангела Михайла, блаженного папи Івана Павла ІІ (наразі не має власної церкви);
- парафія Православної Церкви України — святого рівноапостольного князя Володимира Великого;
- парафія Православної Церкви України — святого пророка Іллі.

Також тут розташовані Дім молитви Євангельських християн — баптистів № 2, Дім молитви Християн віри євангельської «Голгофа», Дім молитви Адвентистів сьомого дня № 3 та Зал Царства Свідків Єгови.

Поблизу Церкви Різдва Пресвятої Богородиці закладено Сквер імені Івана-Павла II та встановлений на його честь пам'ятник.

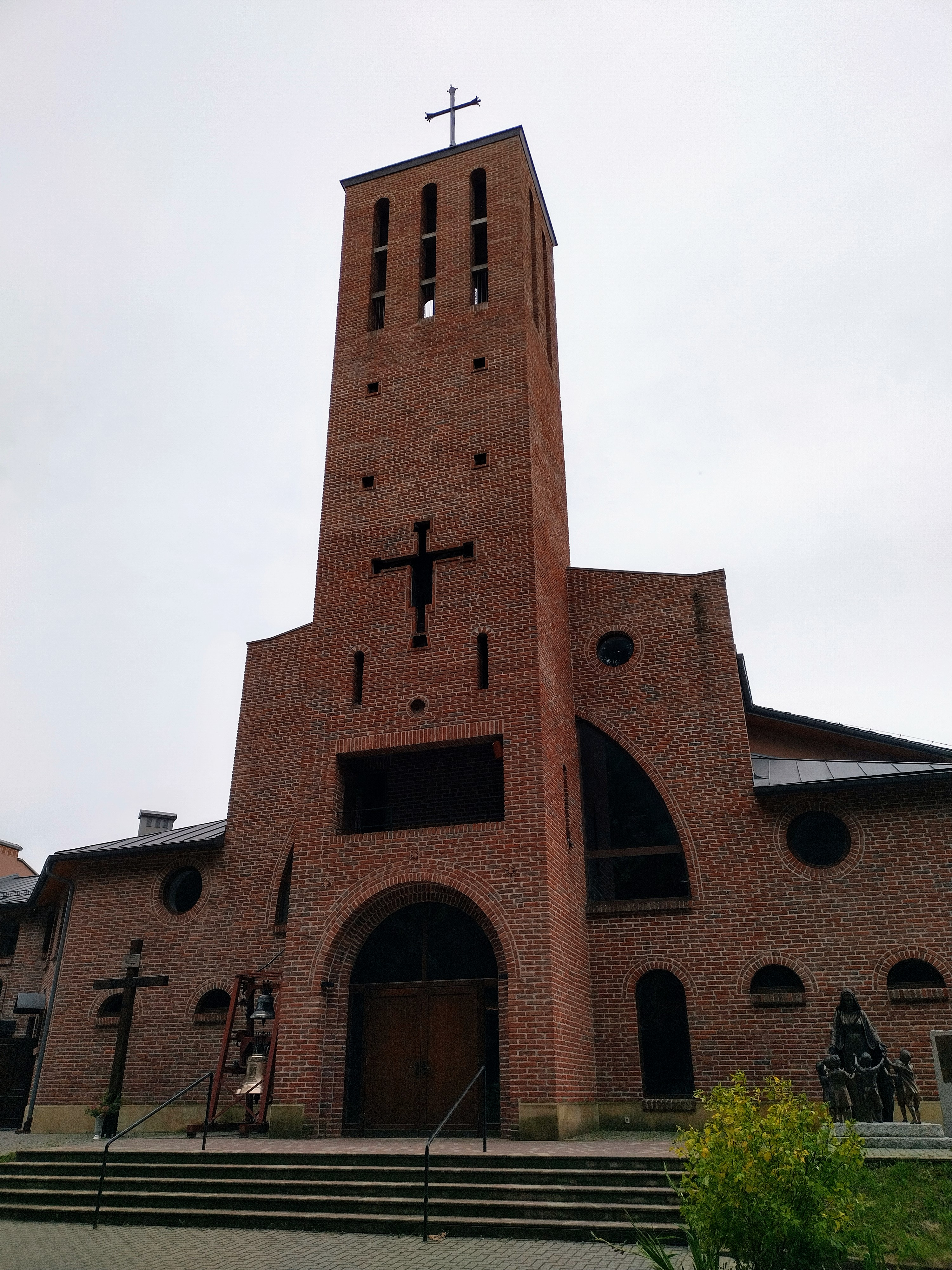
Костел Святого Архангела Михаїла
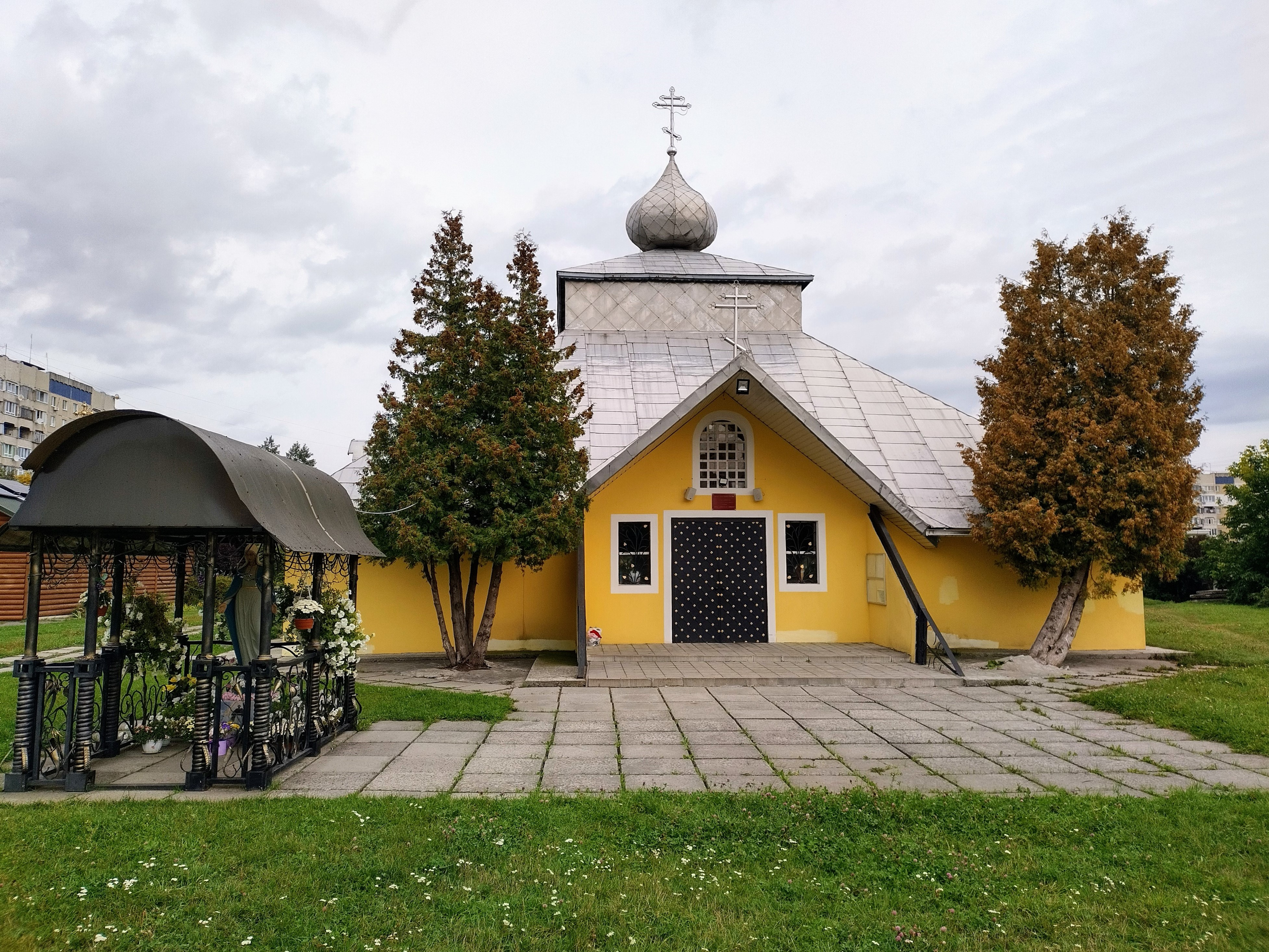
Храм Святого Володимира Великого
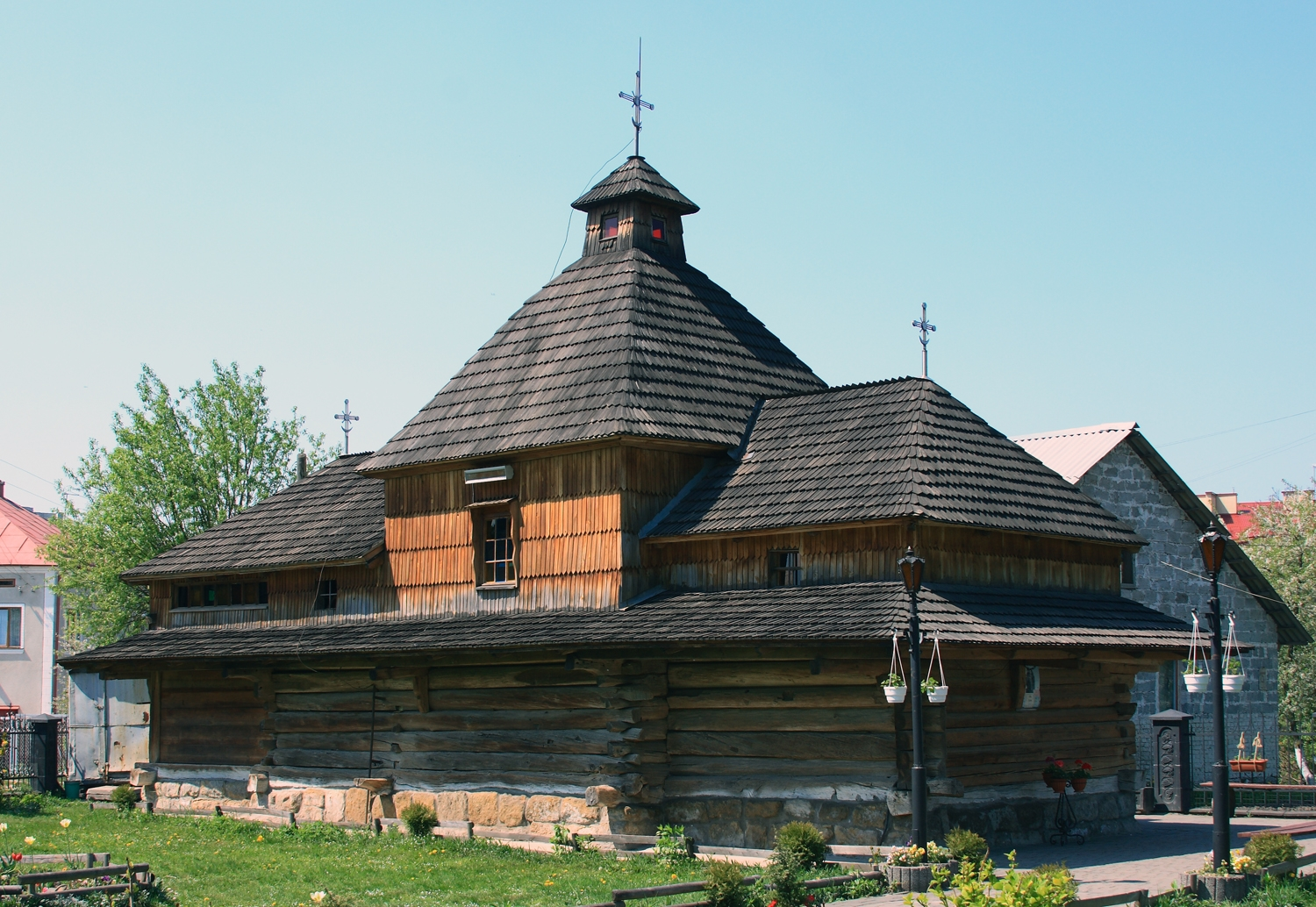
Церква Пресвятої Трійці (Сихів)
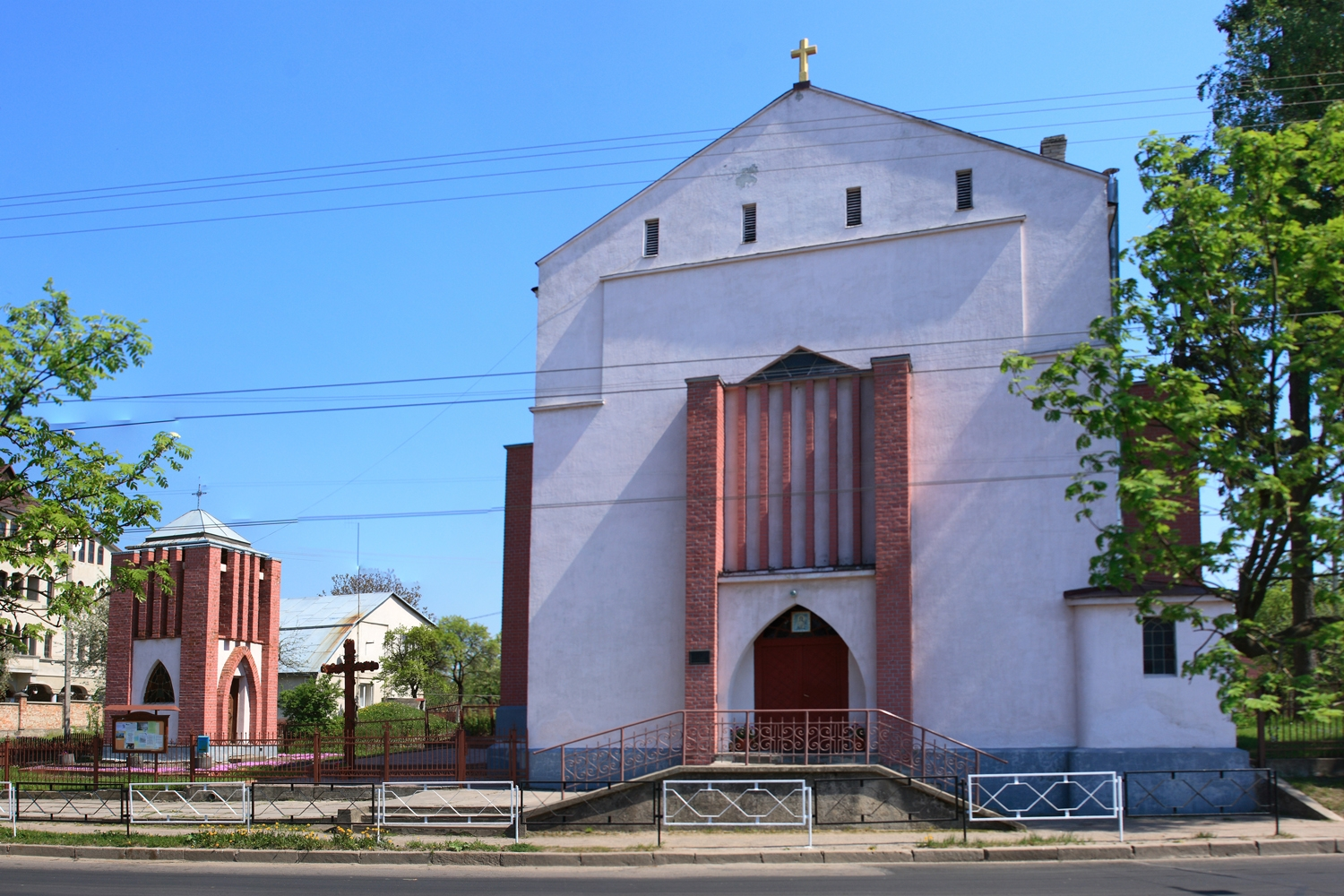
Церква святого Архистратига Михаїла на вул. Зеленій
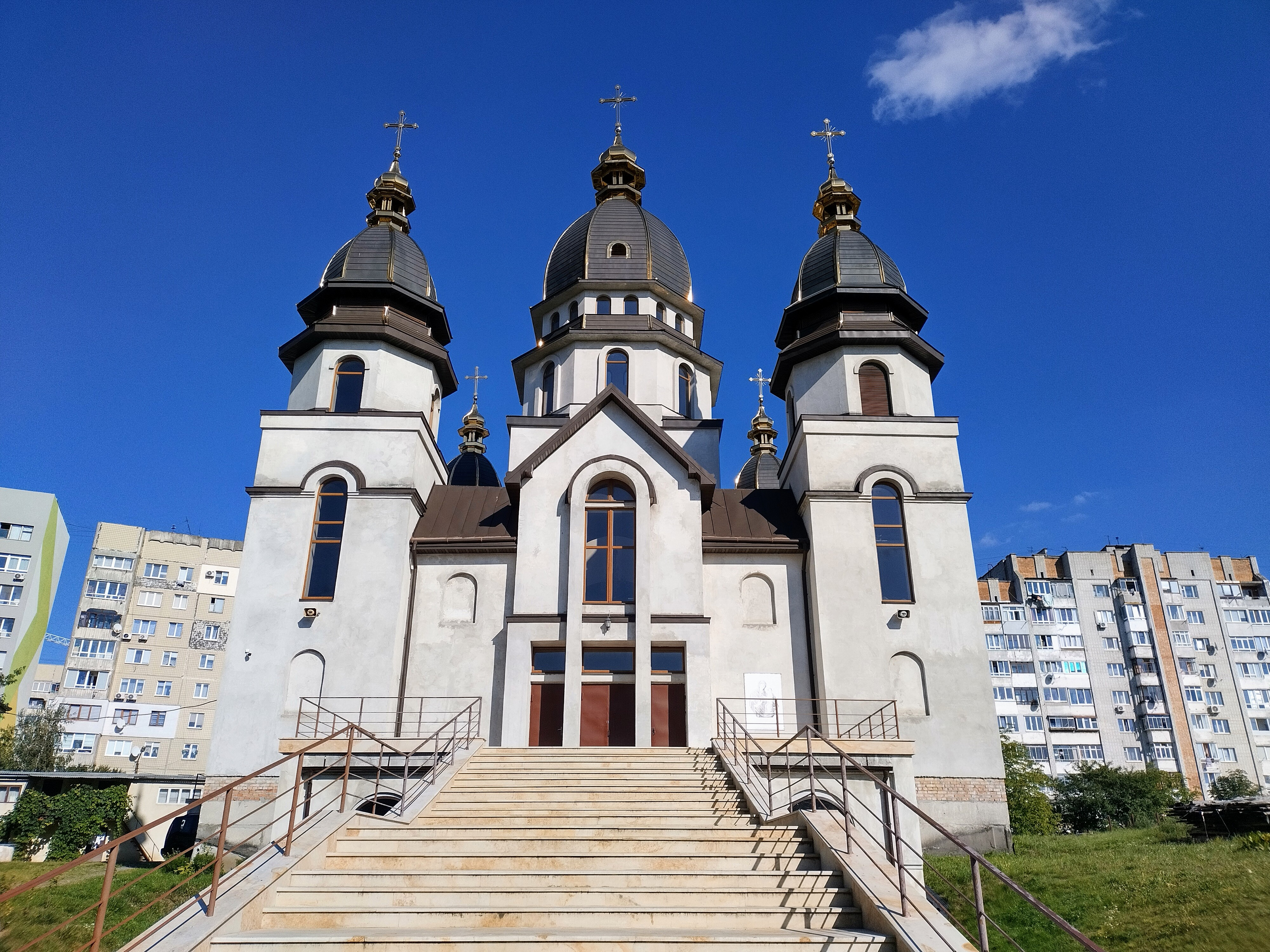
Храм Зіслання Святого Духа
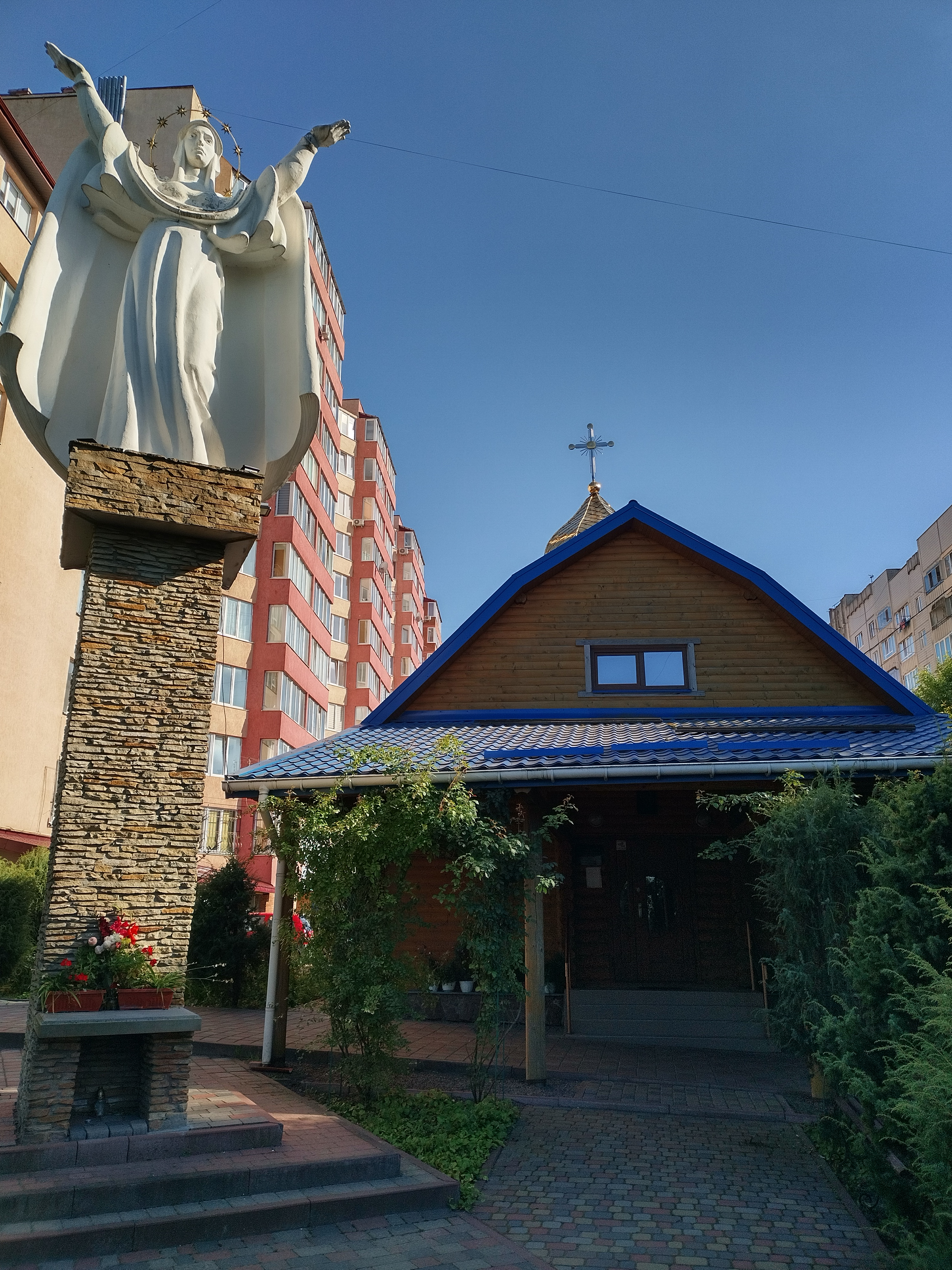
Храм Благовіщення Пресвятої Богородиці
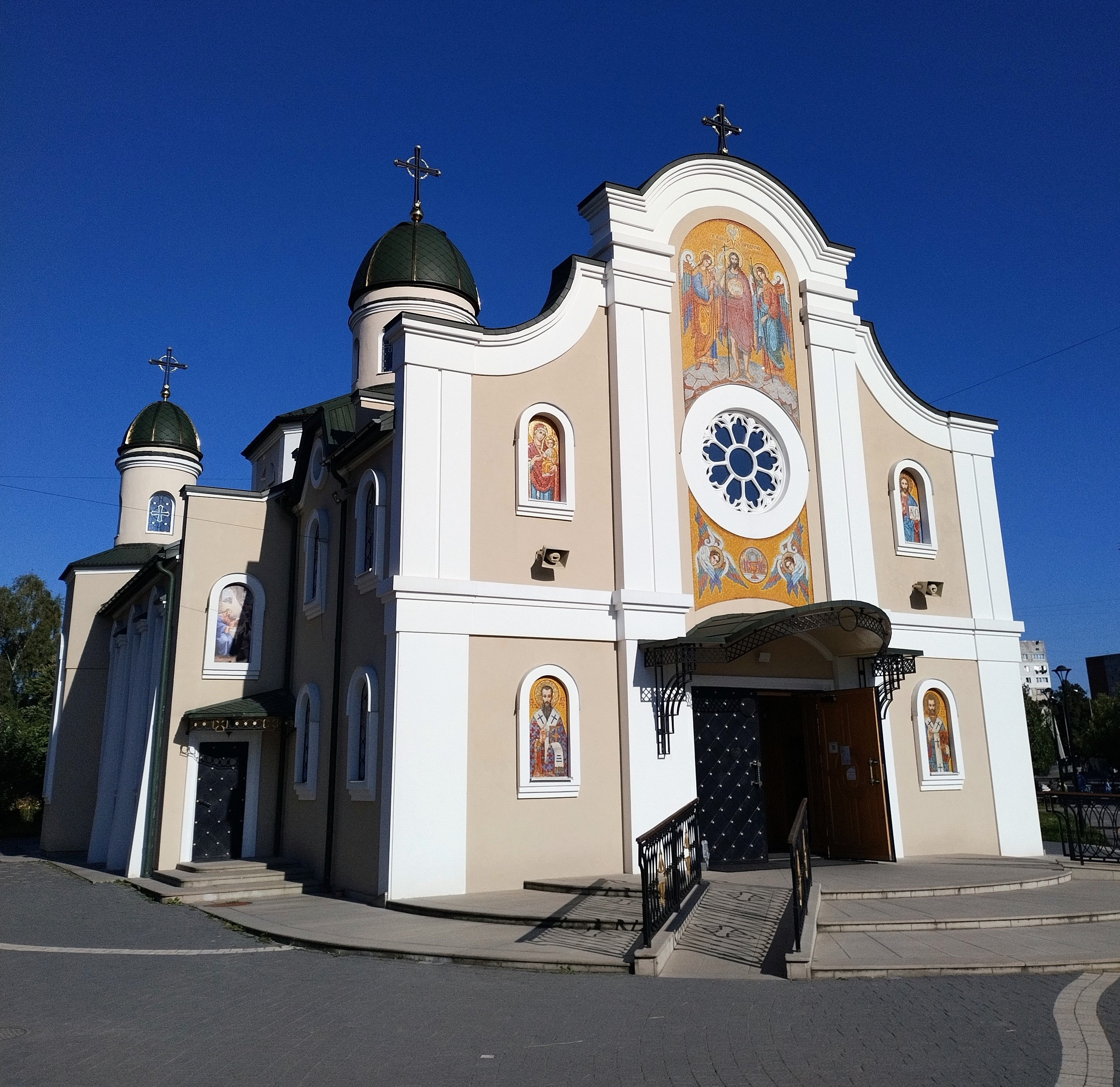
Храм Собору Івана Хрестителя
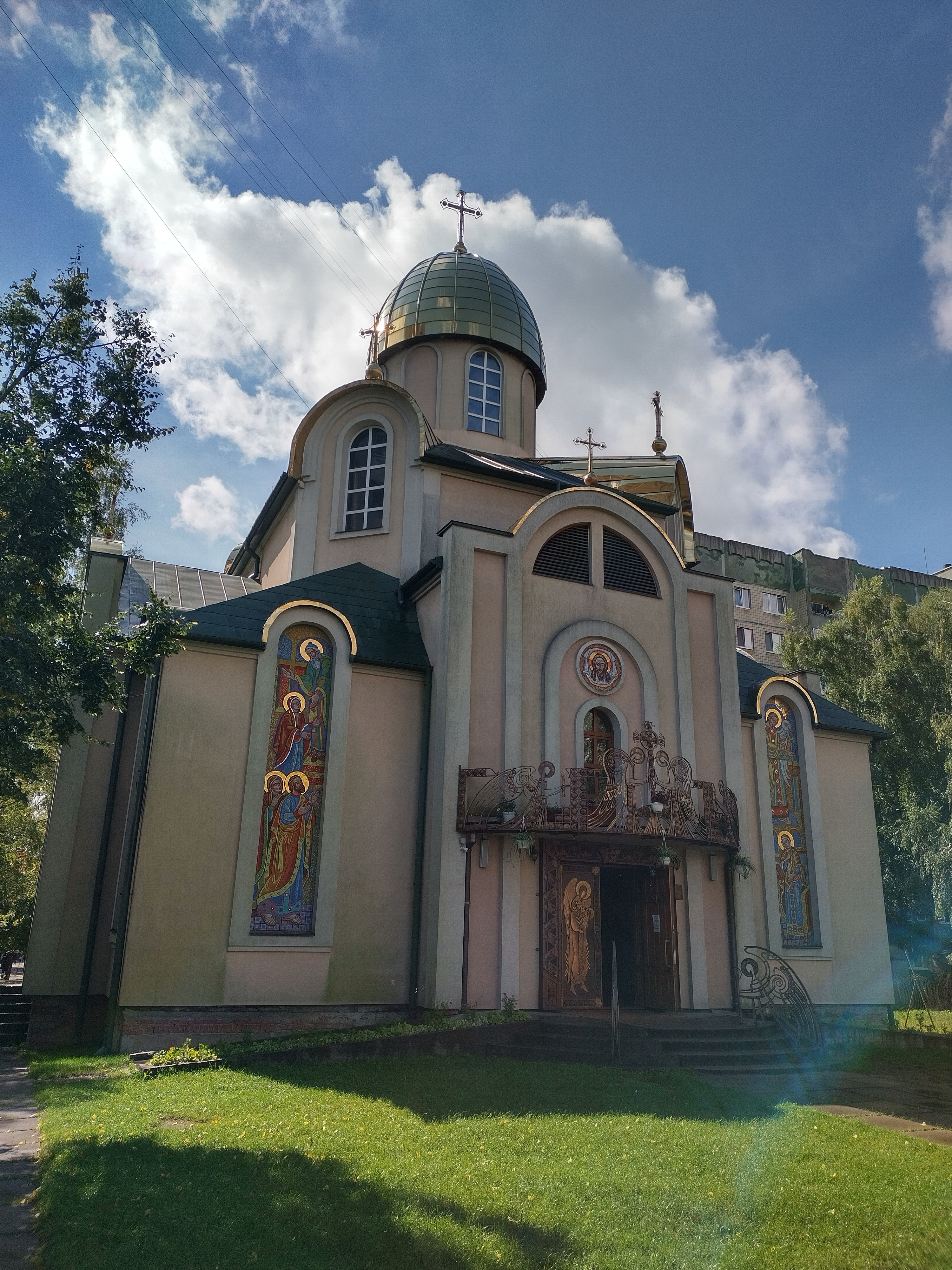
Церква Введення в храм Пресвятої Богородиці
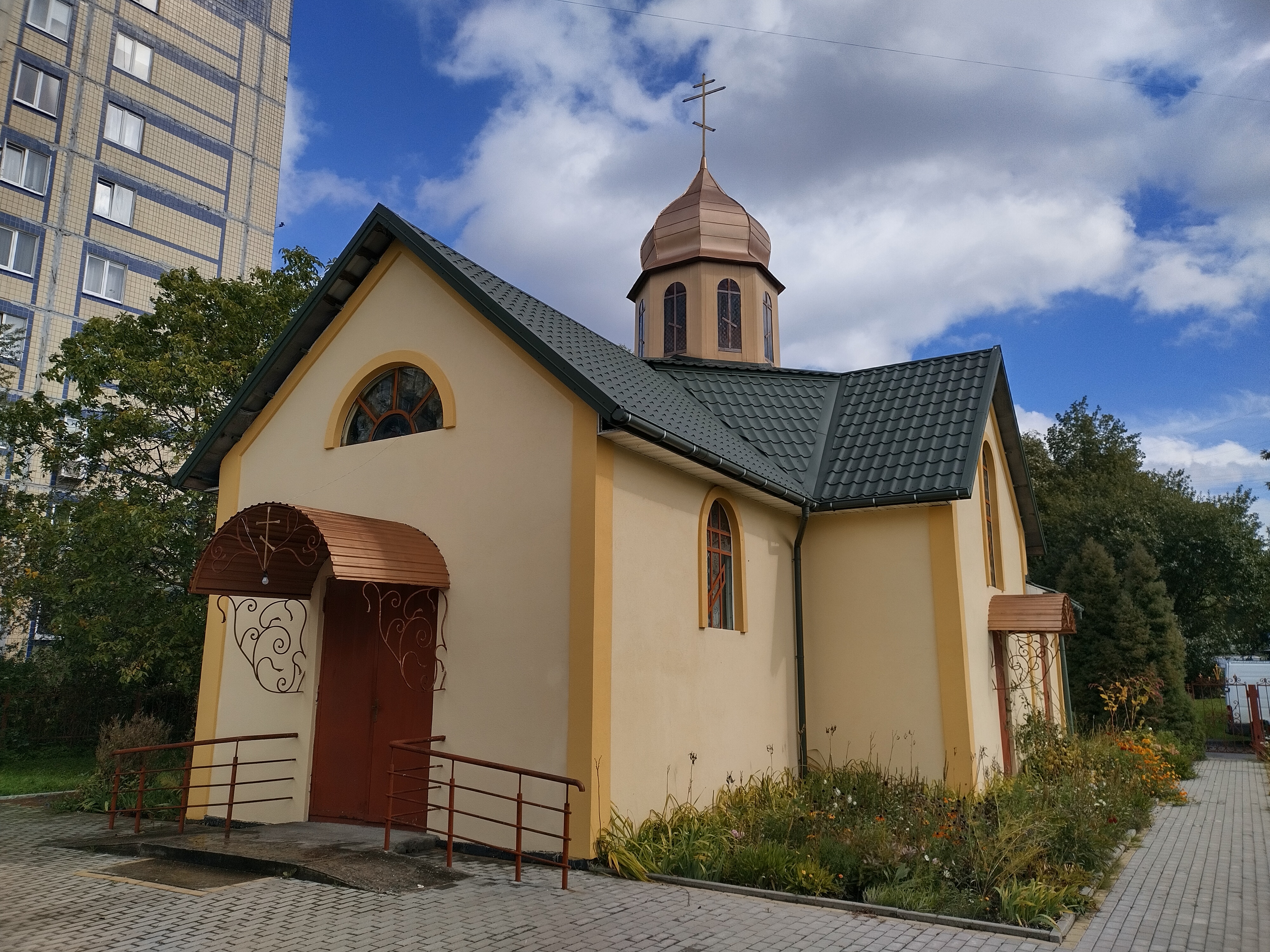
Церква Святого Пророка Божого Іллі

### Транспорт

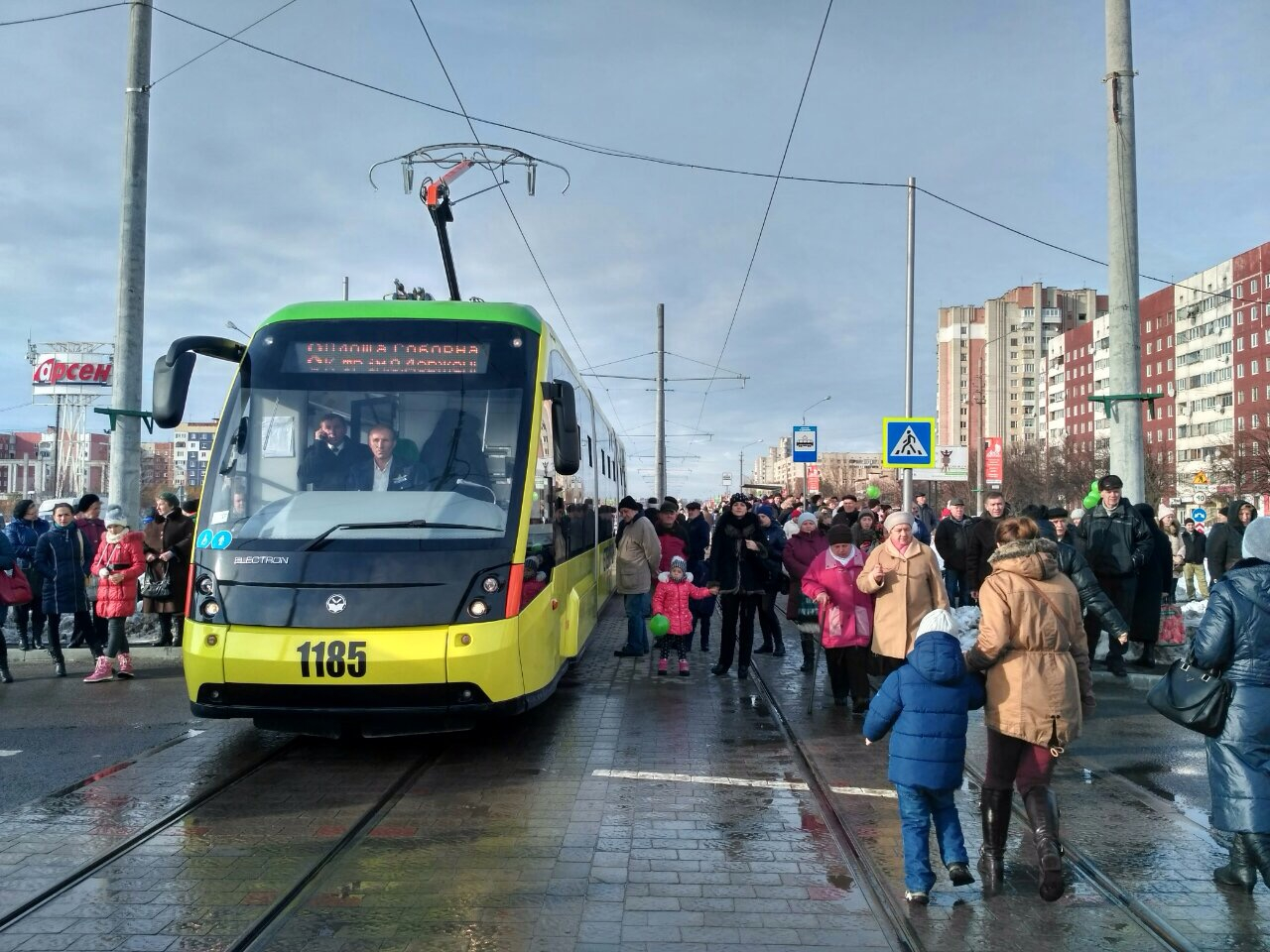
Трамвай на Сихові перед офіційним запуском лінії (17 листопада 2016)

Через проспект Червоної Калини Сихів з'єднаний з районом «Новий Львів», і, далі, центром міста. Через вулиці Сихівську та Зелену — з центром, Майорівкою та Личаковом, через Проспект Святого Івана Павла ІІ — з вулицями Стрийською, Науковою та Володимира Великого, а далі — іншими районами міста.
По вулиці Зеленій до Сихівського кладовища та туберкульозного диспансера проходить тролейбусний маршрут № 11; по вулиці Сихівській та проспекту Червоної Калини до торгового центру «Зубра» — тролейбусний маршрут № 24. Іншою кінцевою цих маршрутів є площа Петрушевича в центрі.
Автобуси, в тому числі маршрутні таксі, сполучають Сихів з усіма іншими районами міста. Тут мають кінцеву маршрути № 4А, 7, 11, 13, 14, 16, 19, 26, 32, 35, 37, 38, 41, 42, 46, 47А, 53, 54, 116, 287.

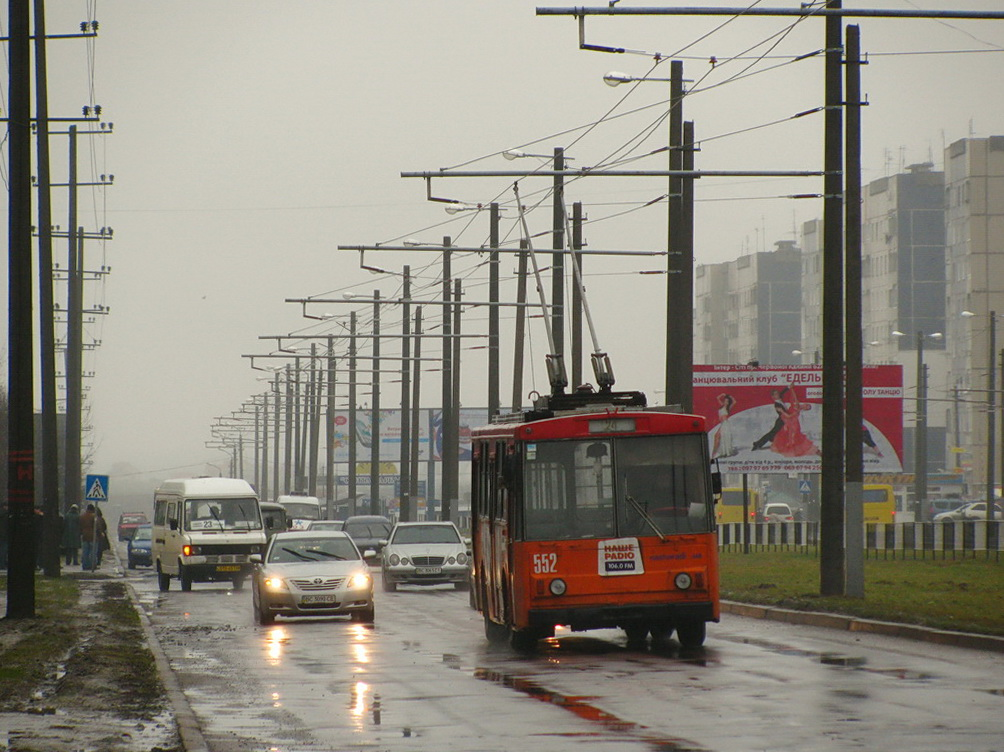
Перший день роботи тролейбусної лінії по проспекту Червоної Калини (15 січня 2011)

На залізничній станції Сихів зупиняються приміські потяги та деякі потяги далекого сполучення. У 2009—2010 роках вона була кінцевим пунктом міського рейкового автобуса Сихів — Залізничний вокзал — Підзамче.
У 2014-16 роках було розпочато будівництво трамвайної лінії, що сполучить район Санта-Барбара (кінець проспекту Червоної Калини) з трамвайною мережею Львова. 17 листопада 2016 було урочисто відкрито частину лінії маршруту № 8, що курсував від кінотеатру Довженка до площі Соборної. 15 квітня 2017 було відкрито іншу частину лінії до Санти Барбари.

## Культура
Як зазначає сучасний дослідник Влад Наумеску з Центру міської історії Центрально-Східної Європи, 
|  | Сихів часто виступає у ролі «абсолютно Іншого» щодо Львова. Його протиставляють історичному центру та глорифікованій багатій минувшині міста. |

У 2006 році львівський репер VovaZIL'Vova записав композицію «Мій район», присвячену Сихову.
У пісні «То є Львів» гурту Скрябін, в одному з куплетів Андрій Кузьменко згадує цей район міста.

## Світлини

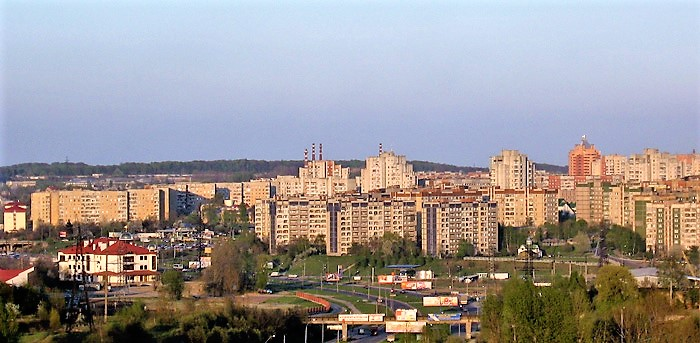
Панорама Сихова з вулиці Стрийської
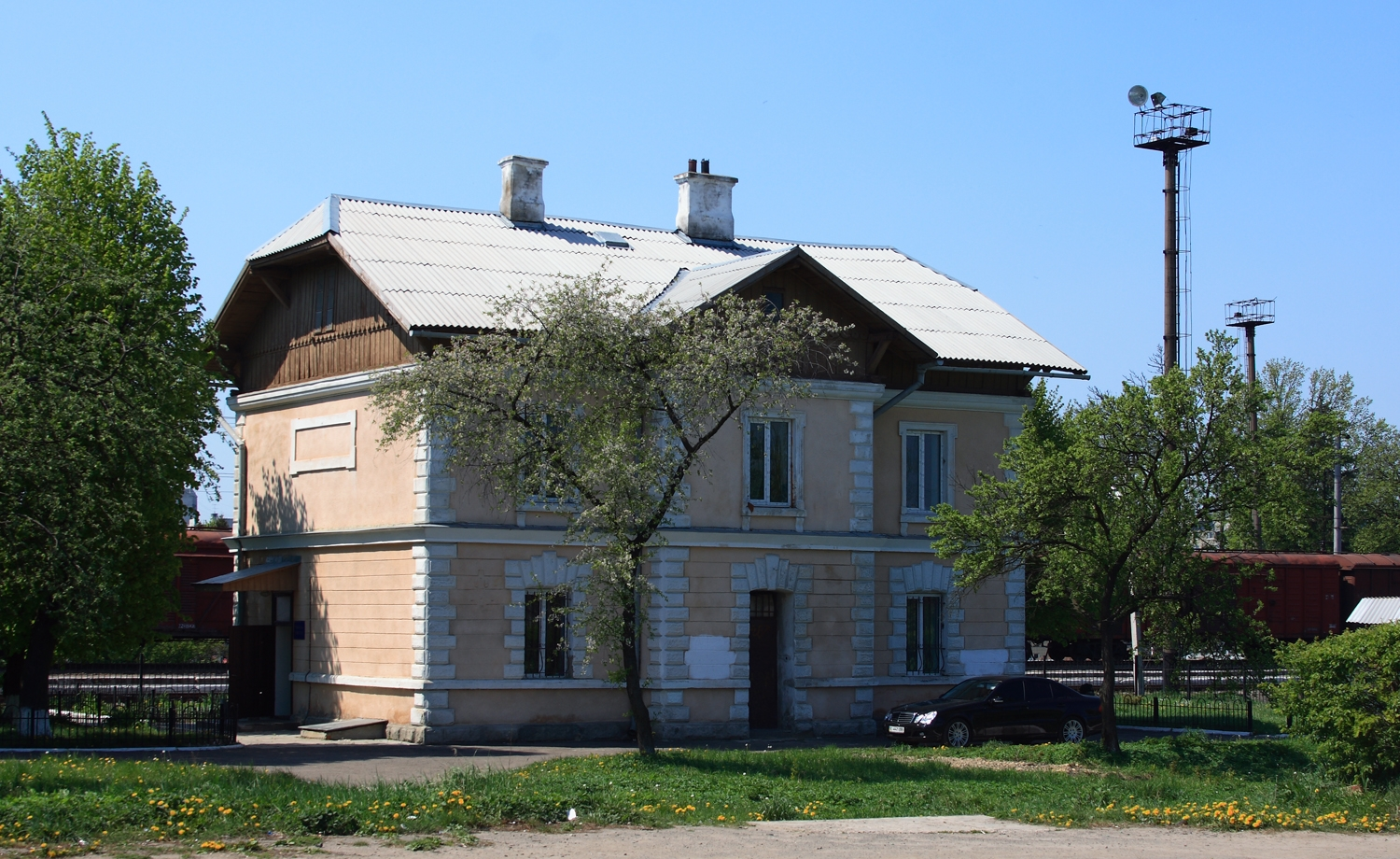
Станція «Сихів» на вул. Зеленій
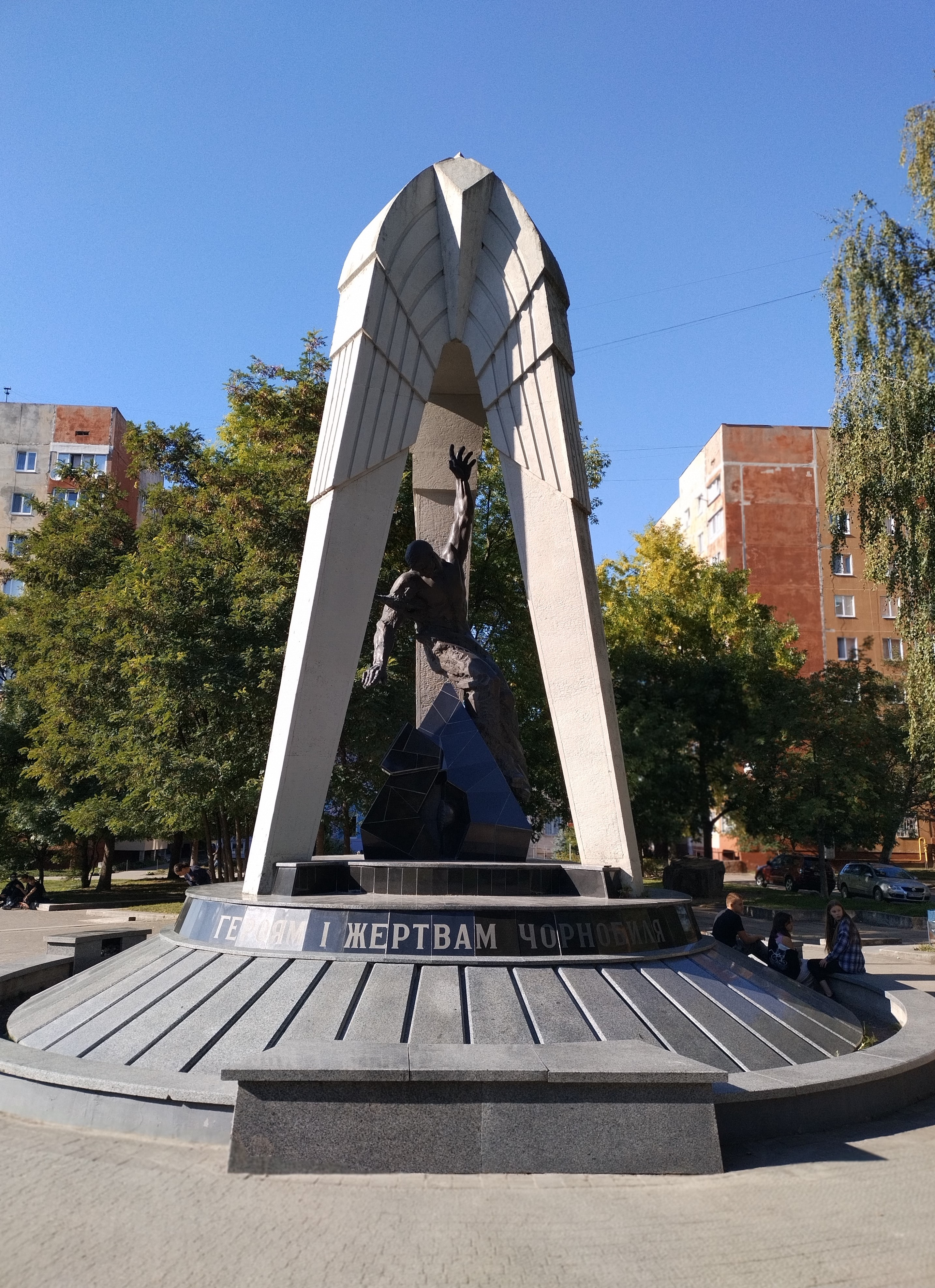
Меморіал «Героям і жертвам Чорнобиля»